# Gabriel Kessler
Gabriel Kessler (* 20. März 1648 in Brixen; † 6. Dezember 1719 in Bozen) war ein Tiroler Barockmaler.

## Leben
Ausgebildet wurde er bei seinem Vater, dem bekannten Barockmaler Stephan Kessler. Auch seine Brüder Michael und Raphael waren Maler. 1672 ließ er sich in Bozen nieder, wo er mit dem auf barocke Illusionsmalerei spezialisierten Maler und Priester Johann Baptist Hueber zusammenarbeitete. Kessler schuf hauptsächlich Tafelbilder und Fresken, wobei er die aus dem italienischen Barock stammende Untersicht berücksichtigte. Aus zwei Ehen gingen mehrere Nachkommen hervor, die ebenfalls Maler wurden.

## Werke

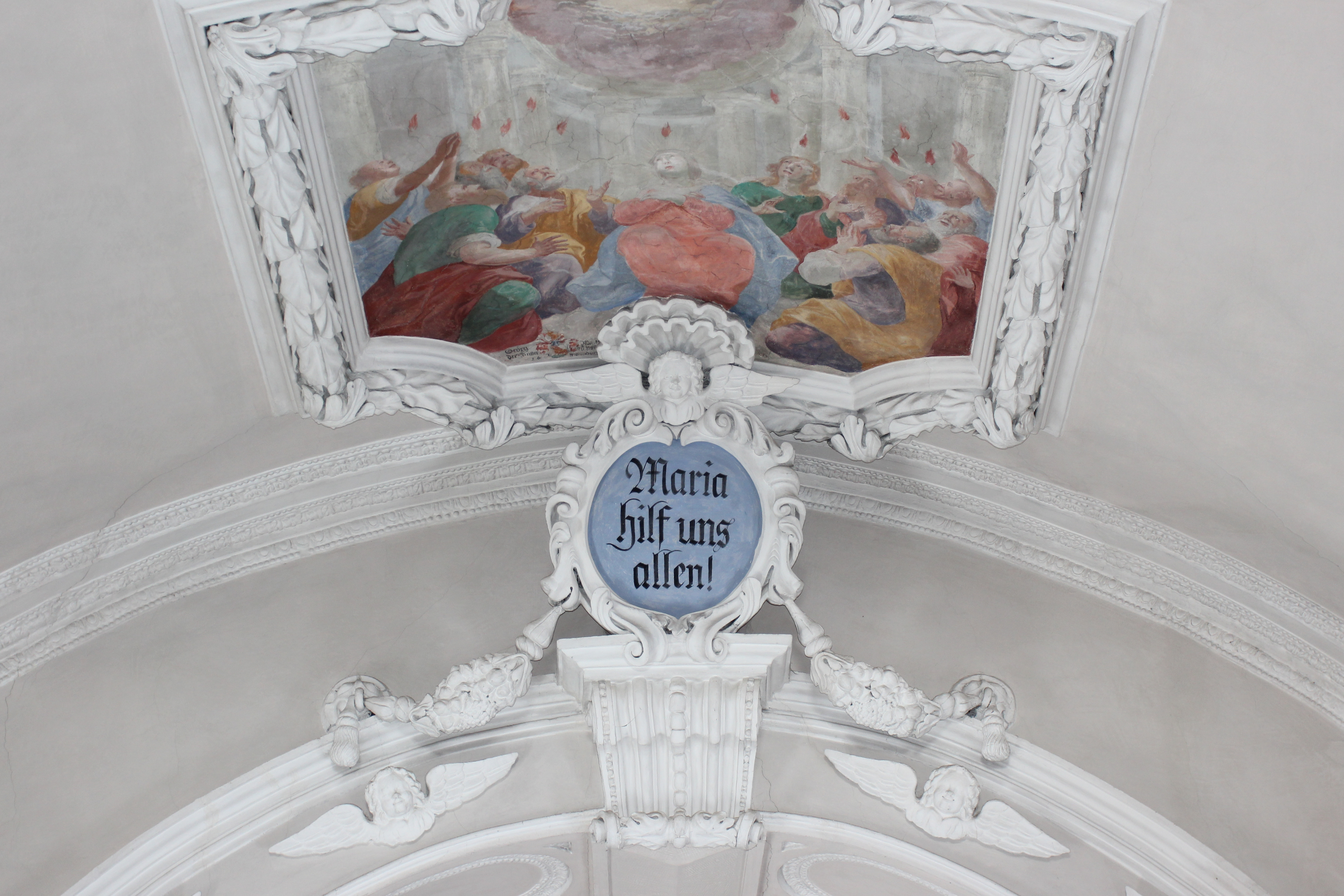
Deckengemälde Pfingstwunder in der Pfarr- und Wallfahrtskirche Hollbruck

- Fresken mit Osterzyklus in der Heiliggrabkirche Bozen, 1685 (zusammen mit J. B. Hueber)
- Gewölbemalerei mit Szenen aus dem Marienleben in der Pfarr- und Wallfahrtskirche Hollbruck, 1686
- Tafelbilder Grablegung, Christus erscheint den Frauen, Jesus in der Vorhölle, Heiliggrabkirche Bozen, 1688
- Altarbild, Pfarrkirche Livo, 1714
- Tafelbild Jüngstes Gericht und Fresken in der Egererkapelle in St. Lorenzen, 1714/15
- Fresken in der Siebenkapellenkirche in Innsbruck (mit J. B. Hueber, zerstört)